# 古城ホテル
古城ホテルは、倉世春著・吉原世挿絵の少女小説作品。

## 概要
2006年から2007年初頭にかけてコバルト文庫から3冊が刊行されたほか、Cobaltにも短編が掲載された。略称「古城」。
童話らしさを前面に押し出しており、プロローグ・エピローグはそれぞれ「おはなしのまえのおはなし」「おはなしのあとのおはなし」と表現されている。

## 既刊一覧
- 古城ホテル　フリューリングスハウフのおもちゃ箱 ISBN 4086007509
- 古城ホテル　ナハトマールのあやつり人形 ISBN 4086007894
- 古城ホテル　幻のフロイライン ISBN 4086008688

## 短編
- 古城ホテル パイプは唄う（2006年Cobalt4月号）
- 古城ホテル 魔法トランク（2006年Cobalt6月号）
- 古城ホテル セイレーンの竪琴（2006年Cobalt8月号）